# Nasi kuning

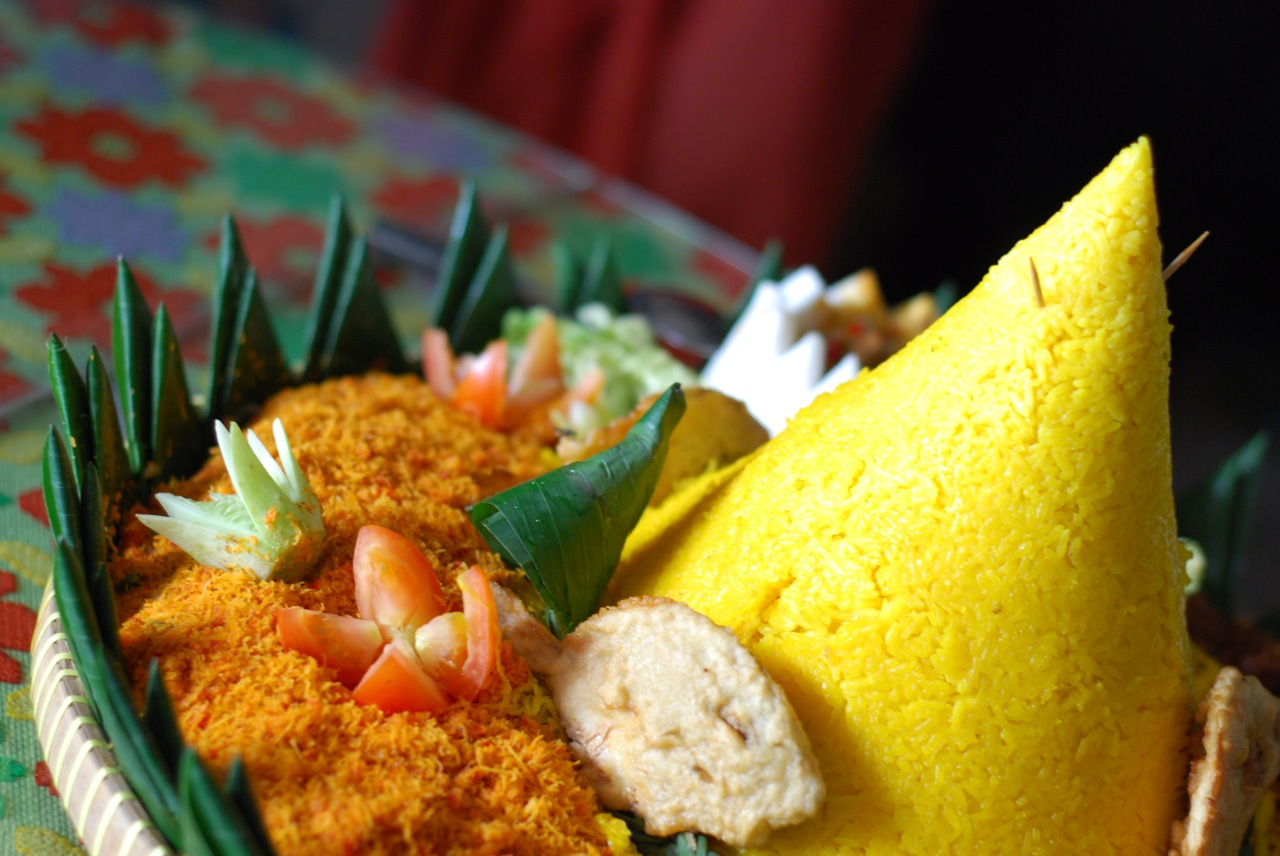
Nasi Kuning con su presentación en tumpeng

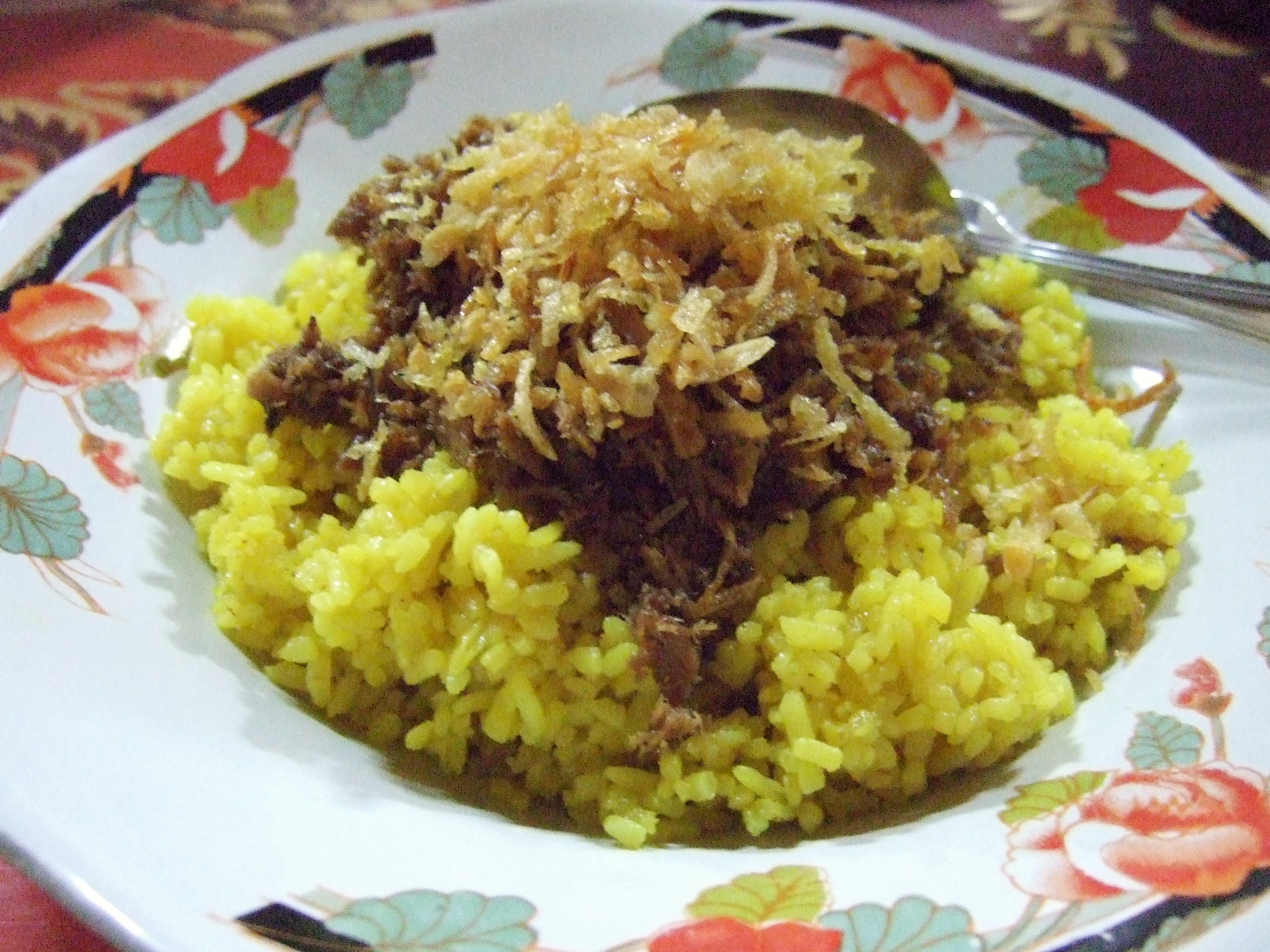
Detalle del Nasi kuning.

Nasi kuning (en indonesio se traduce como: arroz amarillo) se trata de un plato de arroz basmati que se caracteriza por su color amarillo (teñido con cúrcuma). Es un plato típico de cocina de Indonesia. Suele presentarse en forma de cono denominado tumpeng y suele ser servido en los eventos de celebración. So forma dorada en cono representa la riqueza y dignidad.

## Características
El arroz del nasi kuning se cuede en leche de coco aromatizado y coloreado de amarillo con cúrcuma, Se sirve por regla general acompañado de otros platos como puede ser el nasi campur. tortilla de huevos, el serundeng (condimento de coco rallado y especias), sambal goreng (tempeh fritos y patata caramelizada en salsa especiada), ayam goreng (con pollo al estilo de Java), perkedel (una especie de patatas fritas), etc. Todos ellos son platos comunes para acompañar al nasi kuning.